# Qiu Xiaojun
Qiu Xiaojun (chiń. upr. 裘晓君; pinyin Qiú Xiǎojūn; ur. 30 czerwca 1990 w Yuhang, w prefekturze Hangzhou) – chiński bokser kategorii superkoguciej.

## Kariera zawodowa
Reprezentant Chin na zawodowstwo przeszedł 5 grudnia 2010 roku, pokonując jednogłośnie na punkty doświadczonego, filipińskiego pięściarza Ericsona Origenesa. Po pokonaniu czterech zawodników, 23 września 2012 roku Qiu zmierzył się z Filipińczykiem Jonathanem Baatem. W ośmiorundowym pojedynku jednogłośnie na punkty zwyciężył Baat, który wygrał w stosunku (79-74, 79-74, 77-75). Po dwóch wygranych pojedynkach od czasu pierwszej porażki w karierze, Chińczyk 26 maja 2013 roku ponownie zmierzył się ze swoim jedynym pogromcą. Qiu doznał drugiej porażki w karierze, przegrywając przez techniczną decyzję. Po podliczeniu głosów okazało się, że na wszystkich kartach minimalnie prowadził Baat. 9 sierpnia po zwycięstwie nad Jilo Merlinem zdobył pas WBC w wersji Asian Boxing Council. Tytuł ten obronił do tej pory pięciokrotnie, nokautując w piątej obronie Rosjanina Rusłana Bierczuka.